# Canon EOS 1200D
Canon EOS 1200D è una fotocamera reflex DSLR annunciata da Canon l'11 febbraio 2014. Viene distribuita in Giappone col marchio EOS Kiss X70 ed EOS Rebel T5 nel mercato Americano. La 1200D è una fotocamera di fascia entry-level che introduce un sensore da 18 MP derivato da quello della 700D. Sostituisce la 1100D. Canon annuncia nel marzo 2016 che la 1200D è sostituita dalla 1300D.

## Caratteristiche
- Sensore CMOS APS-C da 18 megapixel
- Processore Canon Digic 4
- 9 punti AF
- ISO 100 - 6400 (H: 12800)
- Scatto continuo @3.0 FPS
- Compatibilità con obiettivi Canon EF ed EF-S
- Monitor LCD da 3"
- Spazio colore sRGB e Adobe RGB
- Formato file: JPEG e RAW
- Registrazione video in Full HD (in .mov)
- Compatibile con ricevitore GPS GP-E2